# Cuidado, Espião Brasileiro em Ação!
Cuidado, Espião Brasileiro em Ação! é um filme de comédia de espionagem brasileiro de 1966, escrito e dirigido por Víctor Lima. O filme se passou no Rio de Janeiro, no antigo estado da Guanabara, e foi lançado em 1º de dezembro de 1966.

## Sinopse
O detetive Aldo Belo investiga a morte de um cientista, o professor Erasmo Gunther, e acaba entrando em conflito com uma poderosa quadrilha de bandidos - a temida S.A.T.A.N. (Serviços Anárquicos-Terroristas de Agitadores Nacionais). Aldo Belo acaba recrutado pela A.N.J.O. (Agentes Nacionais da Justiça e da Ordem), uma organização brasileira de anti-espionagem com o objetivo de destruir a S.A.T.A.N.

## Elenco
Segue abaixo a tabela do elenco.
| Ator               | Personagem               | Detalhes |
| ------------------ | ------------------------ | -------- |
| Cláudio Cavalcanti | Aldo Belo                | Detetive |
| Annik Malvil       | Isabel                   |          |
| Mário Lago         | Professor Erasmo Gunther |          |
| Jorge Dória        | Flávio                   |          |
| Larry Carr         | Jonas                    |          |
| Milton Villar      | Virgílio                 |          |
| Dirce Migliaccio   | Pepita                   |          |
| Antônio Patiño     | General                  |          |
| Ângelo Antônio     | Villon                   |          |
| Ted Orla           | Milton                   |          |
| Enzo Carnotti      | Dario                    |          |
| Rudy Schneider     | Walter                   |          |
| Campelo Filho      |                          |          |
| Ricardo Luna       |                          |          |
| Wilson Grey        | Palhaço                  |          |
| Lúcia Palermo      | Gilda                    |          |
| Milton Gonçalves   | Marcos                   |          |
| Dirce Migliaccio   |                          |          |
| Flávio Migliaccio  |                          |          |
| Paulo Padilha      | Contrabandista           |          |
| Lúcia Palermo      |                          |          |